# چشمه گزو
چشمه گزو یک روستا در ایران است که در دهستان باقران واقع شده‌است. چشمه گزو ۱۶ نفر جمعیت دارد.